# Peribatodes huebneri
Peribatodes huebneri är en fjärilsart som beskrevs av Louis Beethoven Prout 1915. Peribatodes huebneri ingår i släktet Peribatodes och familjen mätare. Inga underarter finns listade i Catalogue of Life.